# باشگاه فوتبال کناپهیل
باشگاه فوتبال کناپهیل (به انگلیسی: Knaphill Football Club) یک باشگاه فوتبال در شهر کناپهیل، کشور انگلستان است که در سال ۱۹۲۴ میلادی تأسیس شده است.